# Ferrocénium-tetrafluoroborát
A ferrocénium-tetrafluoroborát fémorganikus vegyület, képlete [Fe(C5H5)2]BF4. [Fe(C5H5)2]+ kationból és tetrafluoroborát (BF−4) anionból álló só. A rokon hexafluorofoszfát só is kedvelt, hasonló tulajdonságokkal rendelkező reagens. A kationt gyakran Fc+ vagy Cp2Fe+ formában is rövidítik. Mélykék színű, paramágneses anyag.
A ferrocéniumsókat esetenként egyelektronos oxidálószerként használják, melynek a redukciója során keletkező ferrocén inert, az ionos termékektől könnyen elválasztható vegyület. A ferrocén-ferrocénium redoxipárt gyakran használják referenciaként az elektrokémiában. A ferrocén-ferrocénium rendszer standardpotenciálja a normál hidrogénelektródhoz viszonyítva 0,400 V, és az elektródpotenciál értéke a különböző oldószerekben is meglehetősen állandó.

## Előállítása
Előállítható a ferrocén – jellemzően vas(III)-sóval történő – oxidálásával, majd fluorbórsav hozzáadásával. Kereskedelmi forgalomban is kapható. Több más oxidálószer is jól használható, például a nitrozil-tetrafluoroborát Számos analóg ferrocéniumsó is ismert.

## Fordítás
Ez a szócikk részben vagy egészben  a   Ferrocenium tetrafluoroborate című angol Wikipédia-szócikk ezen változatának fordításán alapul.  Az eredeti cikk szerkesztőit annak laptörténete sorolja fel. Ez a jelzés csupán a megfogalmazás eredetét és a szerzői jogokat jelzi, nem szolgál a cikkben szereplő információk forrásmegjelöléseként.